# Eric Lander
Eric Steven Lander (nacido el 3 de febrero de 1957) es un matemático y genetista estadounidense, profesor de biología en el Instituto Tecnológico de Massachusetts (MIT) y profesor de biología de sistemas en la Facultad de Medicina de Harvard. Eric Lander es director fundador emérito del Broad Institute del MIT y Harvard. Es becario MacArthur de 1987 y becario Rhodes.
Lander fue el undécimo director de la Oficina de Política Científica y Tecnológica y asesor científico del presidente en el gabinete presidencial de Joe Biden. En respuesta a las acusaciones de que había incurrido en conductas intimidatorias y abusivas, Lander se disculpó y dimitió de la Administración Biden con efecto a partir del 18 de febrero de 2022.

## Primeros años de vida y educación
Lander nació en Brooklyn, Nueva York, de padres judíos, hijo de Rhoda G. Lander, profesora de estudios sociales, y Harold Lander, abogado. Fue capitán del equipo de matemáticas en Stuyvesant High School, donde se graduó en 1974 con el mejor expediente académico y fue medalla de plata de la Olimpiada Matemática Internacional de EE. UU. A los 17 años escribió un trabajo sobre números cuasiperfectos por el que ganó el concurso Westinghouse Science Talent Search.
Después de graduarse de Stuyvesant High School como mejor estudiante en 1974, Lander se graduó de la Universidad de Princeton en 1978 como mejor estudiante y con una Licenciatura en Matemáticas. Completó su tesis de último año, "Sobre la estructura de módulos proyectivos", bajo la supervisión de John Coleman Moore. Luego se mudó a la Universidad de Oxford, donde fue becario Rhodes y estudiante del Wolfson College, Oxford. Obtuvo el título de Doctor en Filosofía por la Universidad de Oxford en 1980 con una tesis sobre teoría de codificación algebraica y diseños de bloques simétricos supervisada por Peter Cameron. 

## Carrera profesional
Durante su carrera, Lander ha trabajado en la variación genética humana, la historia de la población humana, la evolución del genoma, los ARN no codificantes, el plegamiento tridimensional del genoma humano y estudios de asociación de todo el genoma para descubrir los genes esenciales para los procesos biológicos mediante la edición basada en CRISPR.

### Carrera matemática temprana
Como matemático, Lander estudió combinatoria y aplicaciones de la teoría de la representación a la teoría de la codificación. Disfrutaba de las matemáticas pero no deseaba pasar su vida en una carrera tan "monástica". Sin saber qué hacer a continuación, aceptó un trabajo como profesor de economía empresarial en la Escuela de Negocios de Harvard. Por sugerencia de su hermano, el biólogo del desarrollo Arthur Lander, empezó a estudiar neurobiología, afirmando en aquel momento que "porque hay mucha información en el cerebro". Para comprender la neurobiología matemática, consideró que tenía que estudiar neurobiología celular; esto, a su vez, llevó a estudiar microbiología y, finalmente, genética. "Cuando finalmente sienta que he aprendido genética, debería volver a abordar estos otros problemas. Pero todavía estoy intentando acertar con la genética", dijo Lander.
Más tarde, Lander conoció a David Botstein, genetista del Instituto Tecnológico de Massachusetts (MIT). Botstein trabajaba en una forma de desentrañar cómo diferencias sutiles en sistemas genéticos complejos pueden convertirse en trastornos como el cáncer, la diabetes, la esquizofrenia e incluso la obesidad. Ambos colaboraron en el desarrollo de un algoritmo informático para analizar los mapas de genes. En 1986, Lander se incorporó al Instituto Whitehead y se convirtió en profesor adjunto del MIT. En 1987 recibió una beca MacArthur. En 1990 fundó el Centro de Investigación Genómica del Instituto Whitehead y el MIT (WICGR). El WICGR se convirtió en uno de los principales centros mundiales de investigación genómica y, bajo la dirección de Lander, logró grandes avances en el desarrollo de nuevos métodos de análisis de genomas de mamíferos. También realizó importantes avances en la aplicación de esta información al estudio de la variación genética humana y sentó las bases para la fundación del Instituto Broad, una transformación que Lander encabezó.

### Contribuciones a la genómica
Dos grupos principales intentaron secuenciar el genoma humano. El primero fue el Proyecto Genoma Humano, un esfuerzo poco organizado y financiado con fondos públicos que pretendía publicar la información que obtenía de forma libre y sin restricciones. En este esfuerzo participaron muchos grupos de investigación de países de todo el mundo. La segunda la llevó a cabo Celera Genomics, que pretendía patentar la información obtenida y cobrar suscripciones por el uso de los datos de secuencia. Establecido primero, el Proyecto Genoma Humano avanzó lentamente en las primeras fases, ya que el papel del Departamento de Energía no estaba claro y la tecnología de secuenciación estaba en su infancia. Oficialmente, el Proyecto Genoma Humano tenía una ventaja de ocho años antes de que Celera entrara en la carrera, aunque las discusiones para el Proyecto Genoma Humano comenzaron catorce años antes de que Celera anunciara su propio proyecto. Debido a que el Proyecto Genoma Humano era una iniciativa de 3 mil millones de dólares financiada con fondos públicos, los consorcios se apresuraron a hacer que la mayor parte del genoma humano fuera de dominio público lo más rápido posible una vez que Celera comenzó a trabajar en 1998. Este fue un cambio de estrategia para el Proyecto Genoma Humano, porque muchos científicos de la época querían establecer una copia más completa del genoma, no simplemente publicar los numerosos fragmentos individualmente. Lander presionó agresivamente a los científicos del Proyecto Genoma Humano para que trabajaran más y más rápido para publicar fragmentos del genoma antes que Celera. El propio Lander figura ahora en 73 patentes y solicitudes de patente relacionadas con la genómica.
En febrero de 2001, tanto el Proyecto Genoma Humano como Celera publicaron borradores del genoma humano en las revistas científicas Nature y Science, respectivamente. En la publicación Nature del Proyecto Genoma Humano, el Instituto Whitehead de Investigación Biomédica, Centro de Investigación del Genoma, figuraba en primer lugar, y Lander figuraba como el primer autor nombrado.
Aprovechando las técnicas de secuenciación y análisis de Celera, el Instituto Whitehead también contribuyó a la secuenciación del genoma del ratón, un paso importante para comprender plenamente la biología molecular de los ratones, que a menudo se utilizan como organismos modelo en estudios de todo tipo, desde las enfermedades humanas hasta el desarrollo embrionario. Desde entonces, el WICGR ha secuenciado los genomas de Ciona savignyi (ascidia), el pez globo, el hongo filamentoso Neurospora crassa, y múltiples parientes de Saccharomyces cerevisiae, una de las levaduras más estudiadas. El genoma de Ciona savignyi proporciona un buen sistema para explorar los orígenes evolutivos de todos los vertebrados. El pez globo tiene genomas de menor tamaño que otros vertebrados; como resultado, sus genomas son "mini" modelos para vertebrados. La secuenciación de las levaduras relacionadas con Saccharomyces cerevisiae facilitará la identificación de elementos reguladores de genes clave, algunos de los cuales pueden ser comunes a todos los eucariotas (incluidos los reinos vegetal y animal).
Lander fue el editor fundador de la Revista Anual de Genómica y Genética Humana. Permaneció editor hasta 2004.

### Más allá de la genómica
Los datos de secuencias son una lista de bases que se encuentran en un tramo determinado de ADN. Su valor reside en los descubrimientos y nuevas tecnologías que permite. Para Lander, una de estas aplicaciones es el estudio de las enfermedades. Lander es el fundador y director del Instituto Broad, una colaboración entre el MIT, Harvard, el Instituto Whitehead y hospitales afiliados. Su objetivo es "crear herramientas para la medicina genómica y ponerlas ampliamente a disposición de la comunidad científica con el fin de aplicarlas para impulsar la comprensión y el tratamiento de las enfermedades". Para ello, estudian la variación del genoma humano y han liderado un esfuerzo internacional que ha reunido una biblioteca de 2,1 millones de polimorfismos de un solo nucleótido (SNP). Estos actúan como marcadores o señales en el genoma, permitiendo la identificación de genes susceptibles a enfermedades. Esperan construir un mapa del genoma humano utilizando bloques de estos SNP denominados desequilibrio de ligamiento (LD). Este mapa será de gran ayuda en genética médica, ya que permitirá a los investigadores relacionar una enfermedad determinada con un gen o conjunto de genes concretos utilizando el LD como marcador. Esto permitirá mejorar los procedimientos de diagnóstico. Lander y sus colegas esperan que el mapa de LD les permita probar la hipótesis de la variante común de la enfermedad, según la cual muchas enfermedades comunes pueden estar causadas por un pequeño número de alelos comunes. Por ejemplo, el 50% de la varianza en la susceptibilidad a la enfermedad de Alzheimer se explica por el alelo común ApoE4. El grupo de Lander ha descubierto recientemente una importante asociación que explica una gran proporción del riesgo de la población de padecer diabetes de inicio en la edad adulta.
El trabajo más importante de Lander puede ser su desarrollo de una taxonomía molecular para los cánceres. Los cánceres se agrupan en función de su expresión génica y de datos como su respuesta a la quimioterapia. La división de los cánceres en subgrupos homogéneos aumentará la comprensión de sus orígenes moleculares y ayudará a idear terapias más eficaces. El grupo de Lander también ha identificado un nuevo tipo de leucemia, la MLL, y un gen que podría servir de diana para un nuevo fármaco.

### Enseñando
Durante varios años, Lander ha co-impartido el curso de introducción a la biología de pregrado requerido por el MIT (7.012) con Robert Weinberg. Desde 2013 también imparte dos cursos online, "Taller de Biología Cuantitativa" y "7.00x Introducción a la Biología – El Secreto de la Vida" a través de la plataforma EdX trabajando con el grupo MITx Bio.

### Emprendimientos traslacionales
Lander es asesor fundador de Foundation Medicine, una empresa que tiene como objetivo llevar el análisis genómico del cáncer integral a la atención clínica de rutina. También es cofundador de Verastem, una empresa biofarmacéutica centrada en descubrir y desarrollar medicamentos para tratar el cáncer dirigidos a células madre cancerosas.

### Ciencia forense y justicia penal.
En 1989, Lander prestó testimonio pericial en el caso penal de Nueva York People v. Castro. Demostró que el método entonces vigente para interpretar la evidencia de ADN podía dar coincidencias falsas positivas, implicando a acusados inocentes. Dos de los abogados defensores en ese caso, Peter Neufeld y Barry Scheck, fundaron el Proyecto Inocencia, una organización que utiliza análisis de ADN para exonerar a presos condenados injustamente. Lander es miembro de la junta directiva del Proyecto Inocencia.

### Asesor científico del presidente

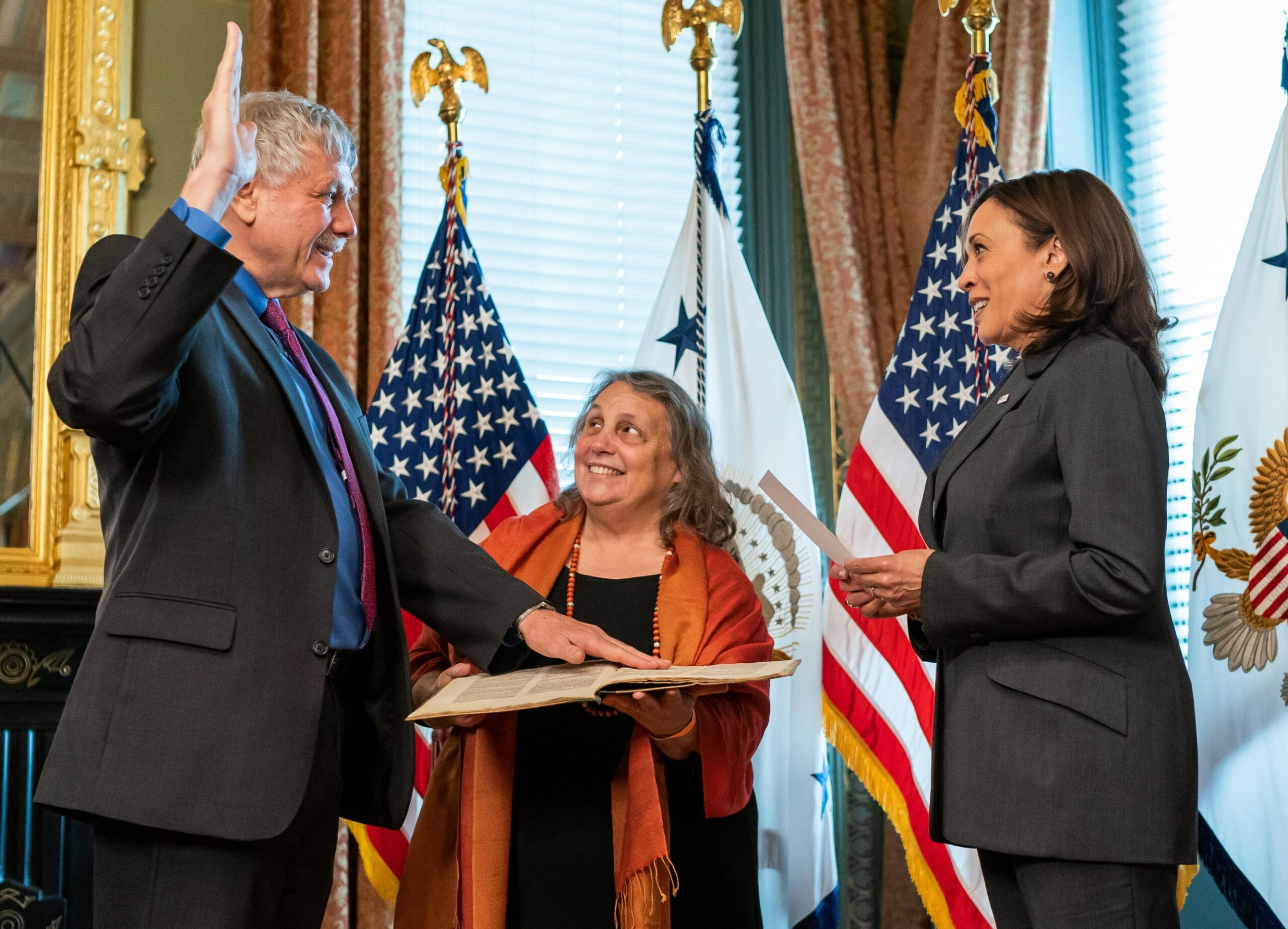
La vicepresidenta Kamala Harris toma juramento a Lander como directora de la Oficina de Política Científica y Tecnológica, junio de 2021

En enero de 2021, el presidente electo Joe Biden nominó a Lander como asesor científico del presidente y anunció que elevaría el puesto a nivel de gabinete. En enero de 2021, 500 científicas publicaron un editorial en Scientific American para considerar nombrar a otra persona para el puesto, porque era muy conocido dentro de la comunidad científica por ofender a las mujeres. Su nominación se había retrasado posiblemente debido a solicitudes de aclaración sobre su asistencia a dos reuniones en las que estaba presente Jeffrey Epstein, un rico donante a gran escala para la ciencia que también era un delincuente sexual convicto. El 29 de abril se llevó a cabo una audiencia de confirmación en el Comité Senatorial de Comercio, Ciencia y Transporte. El 20 de mayo, el comité votó a favor de informar favorablemente sobre la nominación, con cinco senadores republicanos votando en contra. El 28 de mayo de 2021, antes del receso del Día de los Caídos, su nominación fue confirmada mediante votación oral por el pleno del Senado. Lander prestó juramento como director de la Oficina de Política Científica y Tecnológica el 2 de junio de 2021. Prestó juramento utilizando una rara copia de 1492 del Pirkei Avot.
El 7 de febrero de 2022, Politico informó de una investigación de la Casa Blanca en la que catorce empleados actuales y antiguos de la Oficina de Política Científica y Tecnológica acusaron a Lander el 4 de febrero de haber intimidado y degradado a sus subordinados. Lander admitió su comportamiento y presentó sus disculpas al personal el 4 de febrero: "Estoy desolado por haber causado daño a colegas actuales y pasados por la forma en que me he dirigido a ellos.... Creo que no es posible continuar eficazmente en mi puesto, y el trabajo de esta oficina es demasiado importante como para obstaculizarlo". Más tarde, el 7 de febrero, presentó su dimisión.
Desde 2023, Eric Lander ha vuelto a sus puestos de profesor titular en el MIT y Harvard, así como al Broad como miembro del Instituto Principal y director fundador emérito. Fue presidente y director fundador desde la creación del Broad hasta 2021.

### Reconocimiento y servicio
En 1999, Lander recibió el premio Golden Plate de la American Academy of Achievement.
En 2004, Lander fue nombrado una de las 100 personas más influyentes de nuestro tiempo por la revista Time por su trabajo en el Proyecto Genoma Humano. Ha aparecido en numerosos documentales de PBS sobre genética. Ocupó el puesto número 2 en la lista MIT150 de innovadores e ideas del MIT.
En diciembre de 2008, Lander y Harold E. Varmus fueron nombrados copresidentes del Consejo de Asesores en Ciencia y Tecnología de la administración Obama. En 2012 recibió el Premio Dan David.
Lander es miembro del consejo asesor del Festival de Ciencia e Ingeniería de EE. UU.
En 2013, Lander recibió el primer Premio Breakthrough en Ciencias de la Vida. En 2016, el programa Semantic Scholar AI lo clasificó en el puesto número 1 en su lista de investigadores biomédicos más influyentes.
En 2016 recibió el Premio a la Excelencia en Diagnóstico Molecular de la Asociación de Patología Molecular.
En 2017, Lander recibió un doctorado honoris causa de la Université catholique de Louvain. También en 2017 recibió el premio William Allan de la Sociedad Estadounidense de Genética Humana.
En 2019 formó parte del jurado de Ciencias Biológicas del Premio Infosys. En 2020, el Papa Francisco lo nombró miembro de la Academia Pontificia de las Ciencias.  En 2021, Lander, que posee muchas patentes, reveló la propiedad de activos por valor de más de 45 millones de dólares.